# Cyrtopogon tarbagataicus
Cyrtopogon tarbagataicus là một loài ruồi trong họ Asilidae. Cyrtopogon tarbagataicus được Lehr miêu tả năm 1998. Loài này phân bố ở vùng Cổ Bắc giới.